# Ron Kenoly
Ron Kenoly (* 6. prosince 1944 v Coffeyville) je americkým černošským křesťanským gospelovým zpěvákem. Prosadil se jako klubový zpěvák v Los Angeles již počátkem 70. let 20. století, roku 1975 se stal křesťanem, svou produkci zaměřil výlučně náboženským směrem a jeho jméno se neoddělitelně spojilo s hudbou „praise and worship“. Koncertoval ve více než 90 zemích světa. Jeho česká premiéra se uskutečnila 23. července 2006 ve Smilovicích.
Řada jeho písní zdomácněla v církvích na celém světě, v českém prostředí je populární např. jeho píseň Haleluja, Ježíš je živý (v překladu Jaroslava Zouhara).

## Alba
- 1991: Jesus is Alive
- 1992: Lift Him Up with Ron Kenoly
- 1994: God Is Able
- 1995: Sing Out with One Voice
- 1996: Welcome Home
- 1998: Majesty
- 1999: We Offer Praises
- 2001: Dwell in the House
- 2002: The Perfect Gift
- 2005: Fill the Earth
- 2005: Lift Him Up Collection
- 2008: Powerful Hymns My Mother Sang
- 2009: Sólo para Tí
- 2010: Christmas with Ron Kenoly
- 2013: Set Apart Is Your Name (1)
- 2014: Set Apart Is Your Name (2)